# Cheval au Vietnam
Le cheval au Viêt Nam (vietnamien : ngựa) arrivé par le nord du pays, est surtout représenté par les races locales du Ngua Noi et des Hmong, et plus rarement par le Cabadin, importé durant les années 1960. Les chevaux sont principalement destinés au transport, bien que l'usage de la traction hippomobile recule depuis les années 1980. Ils sont localement consommés, et parfois des combats d'étalons sont organisés dans les régions de montagne. 
Les chevaux sont aussi intégrés au système de croyances local et au calendrier vietnamien, d'inspiration chinoise, qui leur accorde une heure de la journée et une année tous les douze ans. 

## Histoire
Le cheval domestique est probablement arrivé au Viêt Nam par le nord, depuis la Chine. Historiquement, le cheval a peu d'importance dans cette région. Une erreur de traduction est notamment relevée dans une traduction des chroniques du Cambodge F1170 (fin XVIe siècle - début XVIIIe siècle), entre le mot « éléphant » et le mot « cheval » : le roi vietnamien fait vraisemblablement savoir qu'il a besoin d'acheter des éléphants au Cambodge, et non des chevaux. Tomé Pires décrit le nord du Viêt Nam comme un pays avec « beaucoup de chevaux » pendant ses voyages, durant les années 1510. Il ajoute que les Chams « ont tous des chevaux ». 
Vers 1600, un état vietnamien du sud émerge sur les terres prises par les Chams ; un interprète japonais en visite en 1642 rapporte qu'il s'y trouve « très peu » de chevaux. Il est cependant possible que les chevaux ne soient présents que dans des régions montagneuses, comme celles de Quy Nhơn, où des centaines de hardes sauvages de petits chevaux sont citées dans les années 1770. Un marchand venu de Macau cite en 1781 la présence de nombreux petits chevaux forts et vifs dans le sud du Viêt Nam. 

### Sous l'Indochine française

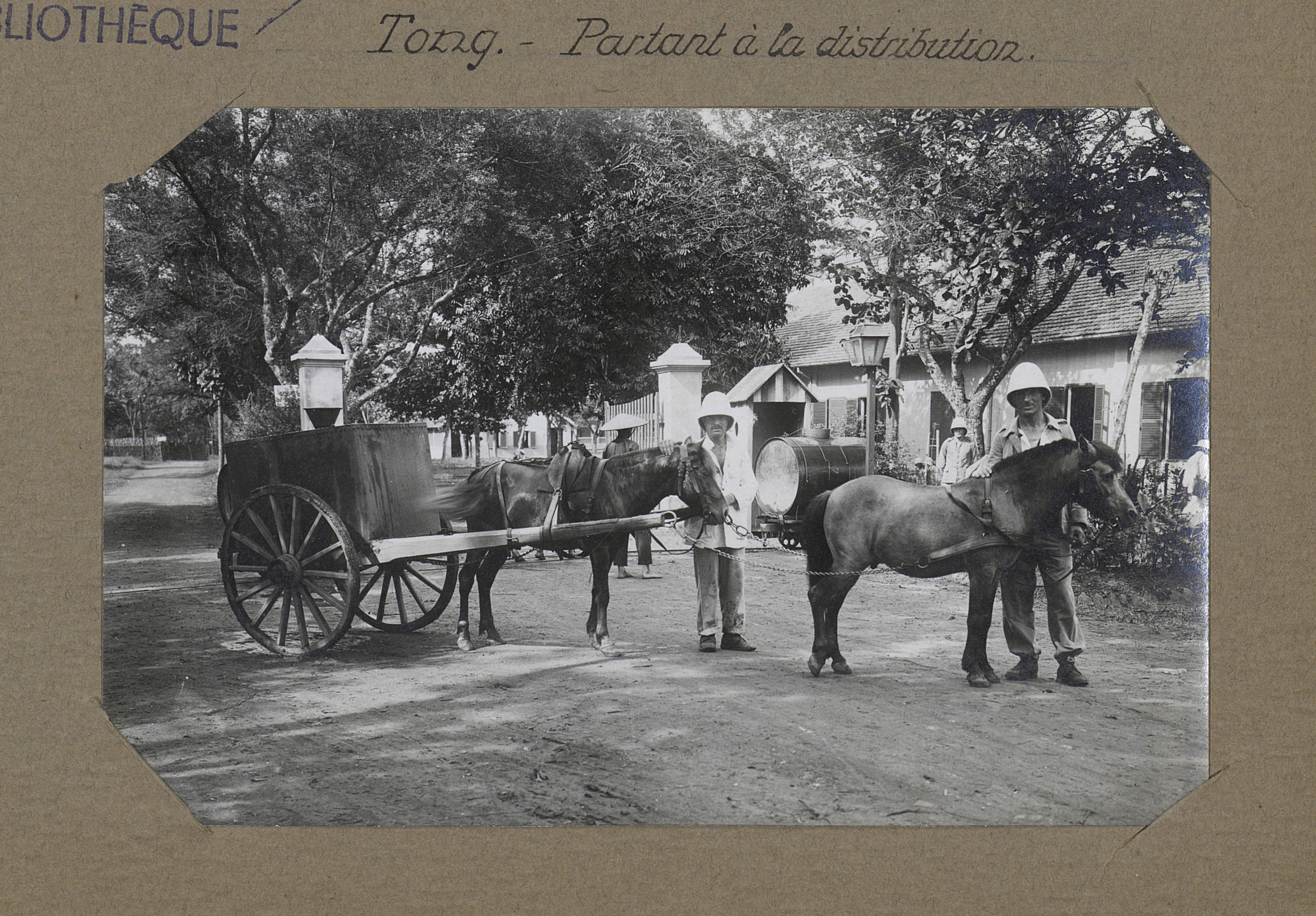
Distribution d'eau par hippomobile dans le Tonkin en 1931.

Durant l'époque coloniale de l'Indochine française, l'élevage du cheval fait l'objet d'une attention soutenue, davantage encore que l'élevage de l'éléphant et celui des bovins. Le poney local, notamment celui de la région de Cao Bằng, est frugal et rustique, habitué à se nourrir de peu. À la fin du XIXe siècle, le Cambodge fournit la Cochinchine et Saïgon en poneys, car les animaux locaux sont les seuls capables d'en supporter le climat.
Durant les années 1930, la partie continentale de l'Asie du Sud-Est compte entre 750 000 et 1 million de chevaux. L'autorité coloniale française implante deux élevages équins militaires dans le nord du Tonkin durant les années 1930, et importe des reproducteurs depuis le Moyen-Orient, la Birmanie et Java. Les sources attestent que l'ethnie musulmane des Chams élève des chevaux durant les années 1940. Le cheval arabe syrien et le Barbe tunisien sont notamment croisés à la souche locale pour donner des demi-sangs de cavalerie, ainsi que des quart-sang destinés au transport militaire, d'une taille d'environ 1,32 m. L'invasion japonaise de l'Indochine entraîne une hécatombe dans le cheptel équin, les animaux étant réquisitionnés par toutes les parties prenantes au conflit afin de servir aux opérations militaires ou aux transports. Sur la fin du conflit, en 1945, les animaux qui n'ont pas déjà été emportés par les mauvaises conditions d'usage ou par les épizooties sont souvent abattus par les civils ou les troupes militaires pour servir de source de nourriture.

### Depuis 1945
Après la Seconde guerre mondiale, l'autorité coloniale puis les régimes de décolonisation se désintéressent de l'élevage chevalin, reconnaissant que la meilleure forme de sélection est à pratiquer dans l'indigénat, et refusant d'investir dans ce qui apparaît comme une économie du passé en pleine époque de motorisation de l'agriculture et des transports. Paradoxalement, malgré cette déclaration d'intention, les faibles investissements des régimes socialistes dans la modernisation agricole entraînent la continuation du recours à la traction animale.
En 1961, Chris J. Mortensen indique sur la base des données de la FAO la présence d'un cheptel de 48 800 têtes. La race de chevaux caucasienne Cabadin est importée durant les années 1960. Pendant la guerre du Viêt Nam, les poneys locaux sont mis à contribution par les sympathisants communistes pour harceler les troupes françaises et américaines. D'après Clarence-Smith, les responsables des politiques agricoles du Viêt Nam reproduisent les erreurs commises par l'autorité coloniale, en refusant d'admettre que les Hmong et les Taï du nord du pays ont su sélectionner une race de chevaux rustique et adaptée à leurs besoins. Ils souhaitent « améliorer » la souche locale des poneys Hmong, en important en 1995 des chevaux russes pour le croisement ; ces animaux, non-adaptés au climat local, meurent pour la plupart rapidement. Après cette expérience, plus aucun investissement dans l'élevage équin n'est tenté. Parallèlement, l'offre de services vétérinaires est insuffisante pour répondre aux besoins.
Au printemps 1999, une mission de l′International League for the Protection of Horses dans la Province de Hà Giang permet de constater le bon état général des chevaux locaux, et de caractériser une race spécifique, le Hmong, comptant à l'époque environ 50 000 individus. 
Au début du XXIe siècle, des chevaux arabes sont importés et croisés avec la souche locale. Des demi-sang sont sélectionnés à la ferme Nuoc Hai (province de Cao Bằng), plus grands et plus rapides.
En 2001, le nombre de chevaux dans tout le Viêt Nam est estimé supérieur à 150 000 têtes. Ce nombre a continuellement diminué durant la décennie 2010.

## Pratiques et usages

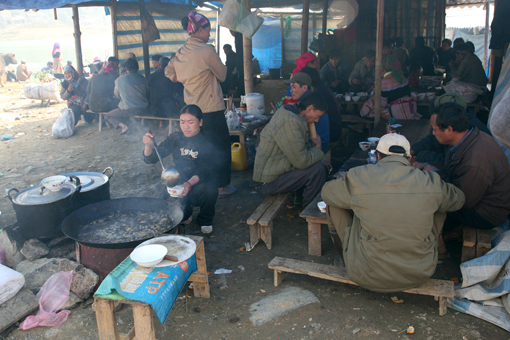
Préparation de viande de cheval sur le marché de Sa Pa.

Les chevaux vietnamiens sont mis à contribution pour les transports. En particulier, ces animaux sont bâtés pour porter diverses charges dans les montagnes du pays. Dans les régions de plaines, les chevaux sont plutôt attelés, bien que cet usage de l'attelage disparaisse progressivement depuis les années 1980. Plus lents que les véhicules motorisés, les chevaux ont la préférence de certains habitants qui doivent cheminer sur de petites routes ou des terrains accidentés. L'attelage est toujours employé pour transporter les demoiselles d'honneur lors des mariages des Khmers de la région de Bảy Núi. 
Il existe des combats de chevaux organisés dans certaines localités vietnamiennes des montagnes, notamment à Bằng Hành. Le cheval entre aussi dans la production hippophagique. Certains sont prélevés pour la création de médicaments. La valeur commerciale d'un cheval en 2001 est environ le double de celle d'un buffle ou autre bovin.

### Police montée
La première unité de police montée vietnamienne, composée de 60 cavaliers et chevaux, participe à sa première parade à Hô Chi Minh-Ville le 8 juin 2020. Ce défilé suscite des moqueries internationales sur internet, en raison de la petite taille des chevaux utilisés, comparable à celle de poneys.

### Courses de chevaux traditionnelles
Plusieurs communes vietnamiennes organisent des courses de chevaux traditionnelles, avec les petits animaux locaux.
La course de chevaux de Bac Ha, qui implique des animaux de travail locaux et leurs propriétaires, impliquait jadis une épreuve de tir au fusil en plus des courses ; elle a été interrompue entre les années 1980 et 2007, puis a été reconnue patrimoine culturel de l'humanité en 2021. Le festival de courses de chevaux de Go Thi Thung est une autre manifestation culturelle unique, qui se déroule le 9 janvier à Go Thi Thung, dans la province de Phú Yên,.

### Sports et loisirs équestres

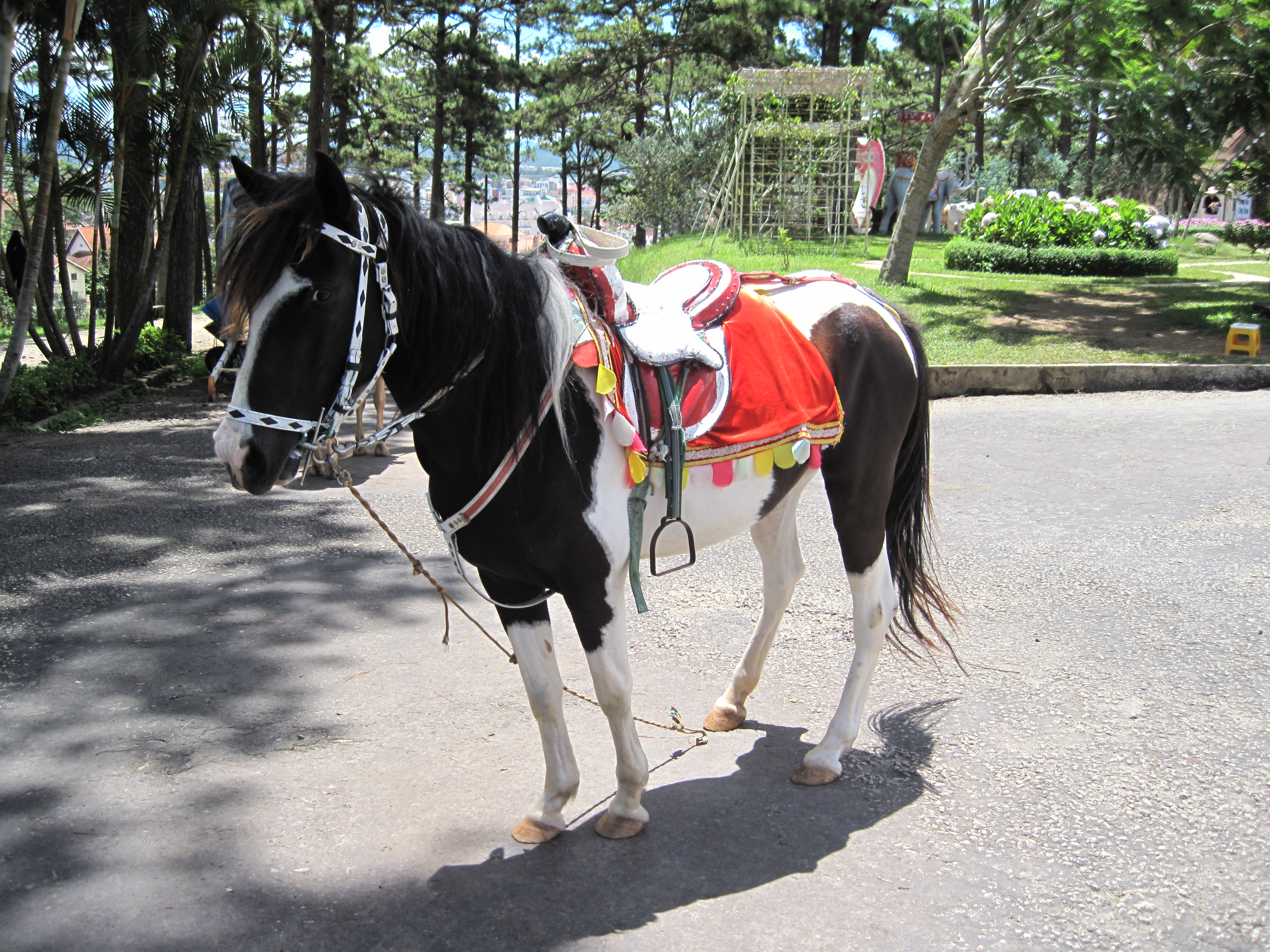
Cheval vietnamien harnaché pour une équitation de loisir.

Le Viêt Nam ne dispose d'aucune fédération d’équitation (en 2020), et ne peut donc organiser aucune compétition affiliée à la Fédération  équestre internationale. 
La pratique de l'équitation de loisir y est à la fois rare et récente, et presque exclusivement dirigée vers le « marché de niche des expatriés », principalement des enfants. Un poney-club situé à Hô Chi Minh-Ville est racheté en 2007 par un expatrié français, qui ouvre un autre poney-club à Hanoï en 2018. En juin 2022, les activités équestres de loisir organisées à Hô Chi Minh-Ville le week-end sont décrites comme une « nouveauté ». La « ferme aux chevaux » de Phong Phu propose des promenades à cheval en activité parascolaire.

## Élevage

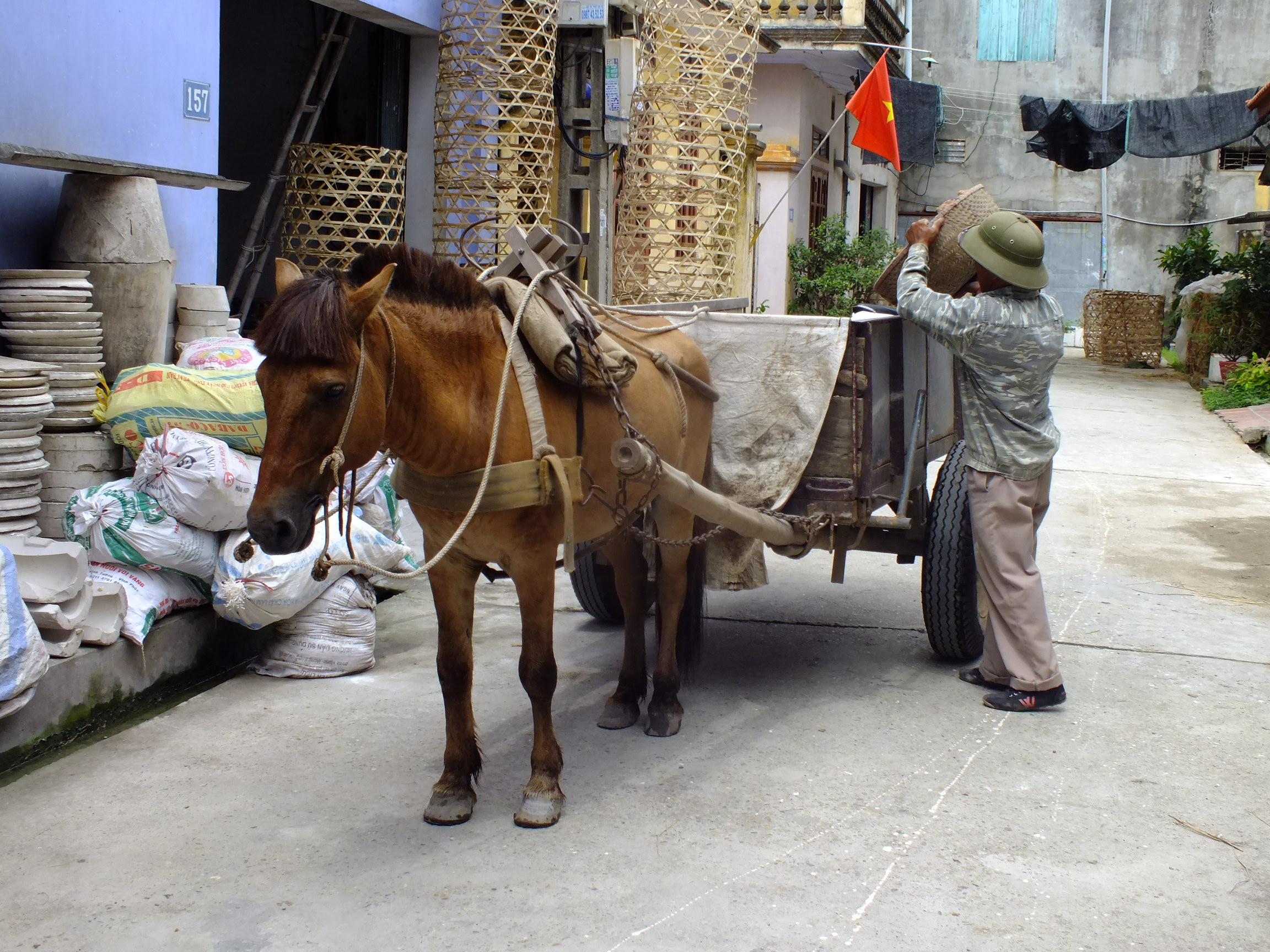
Poney attelé mis au travail à Xã Bát Tràng.

Dans le guide Delachaux, les effectifs chevalins totaux du Viêt Nam sont estimés à 132 000 têtes en 2014, la grande majorité de ces chevaux se trouvant dans les régions montagneuses du nord et du centre. Chris J. Mortensen indique un cheptel de 66 924 têtes la même année.
La plupart des élevages de chevaux se trouvent en altitude. D'autres se trouvent dans les régions moins exposées aux pluies, dans la zone centrale du Viêt Nam. Le plus grand élevage du nord du pays en 2014 est situé à Sông Công, et élève pour répondre à différents besoins, dont les courses de chevaux et le transport.

### Races de chevaux élevées
La base de données DAD-IS cite deux races de chevaux élevées au Viêt Nam : le Cabadin et le Ngua Noi. Le Ngua Noi, également connu sous les noms d'Annamese, Annamite et cheval local vietnamien, constitue la variété chevaline indigène. Les chevaux vietnamiens sont de petite taille, soit environ 1,20 m, dotés de petites jambes, mais plus résistants que les races de chevaux d'origine extérieure. Le climat tropical explique vraisemblablement pourquoi seuls certaines races de poneys peuvent subsister dans ce pays.
Le Cabadin se trouve surtout dans le Nord-Est du Viêt Nam.
Il existe aussi une race Hmong, propre à la province de Hà Giang, également nommée « poney vietnamien ». Il sert à la selle, au bât et plus largement aux transports. 

### Maladies et parasitisme
Il existe peu de sources disponibles en sciences animales à propos des chevaux vietnamiens. 
Les chevaux du nord du Viêt Nam peuvent être parasités par de petits strongles, notamment Cyathostoma spp. et Strongylus spp.,. Le Viêt Nam est aussi l'un des foyers épidémiques du surra, une maladie infectieuse transmise aux chevaux et aux bovins par Trypanosoma evansi, via un tabanidé qui pique ces animaux.

## Culture

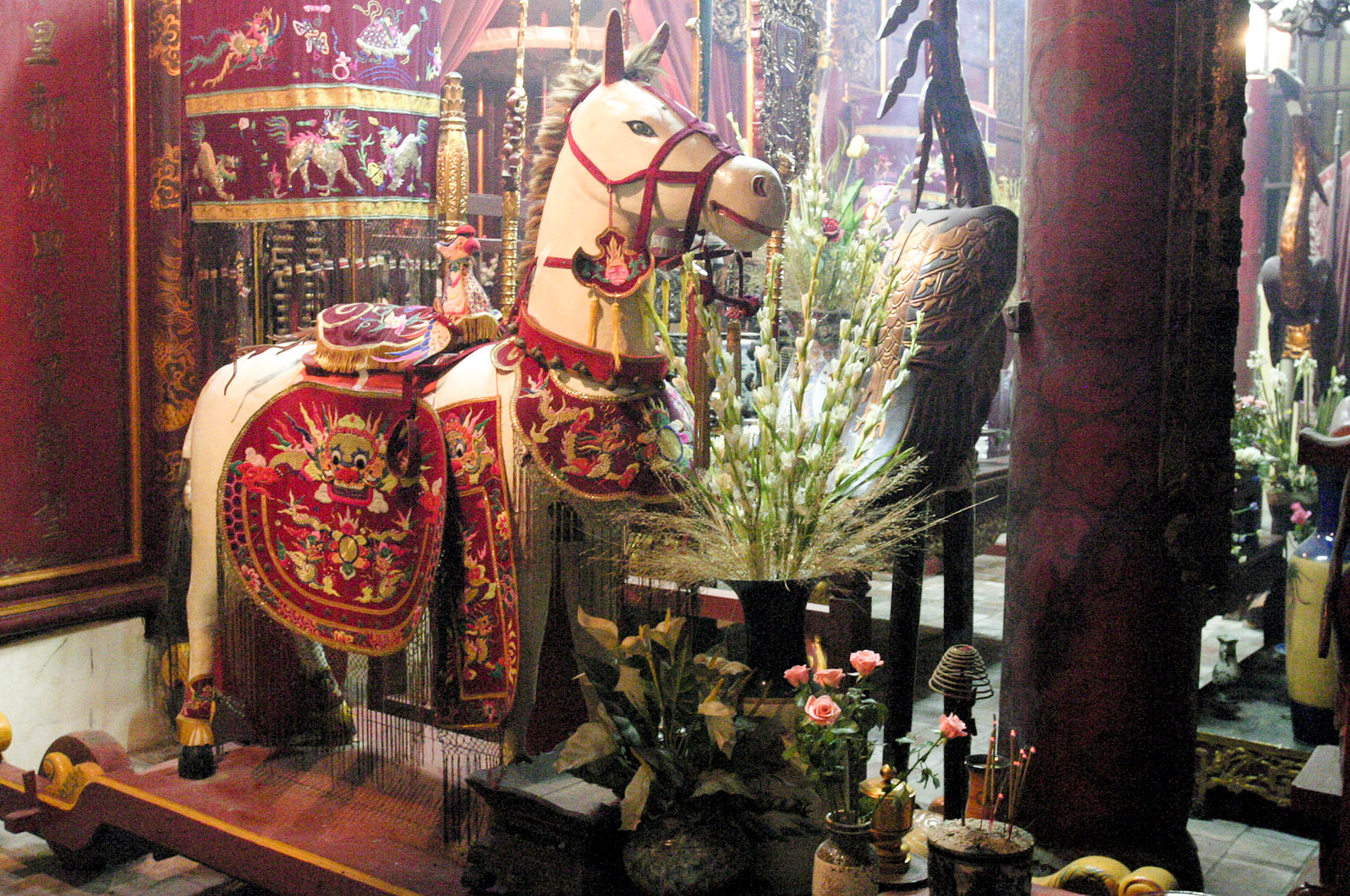
Statue du cheval blanc du temple de Bach Ma.

Comme dans d'autres pays d'Asie du Sud-Est, les habitants du Viêt Nam connaissent l'astrologie chinoise, dans laquelle est mentionné le cheval. Le calendrier vietnamien intègre ainsi douze années dont une correspond au cheval (Ngo). La division du jour, qui comporte douze heures plutôt que vingt-quatre, accorde au cheval la tranche de 11 heures du matin à 13 heures de l'après-midi, Gio Nguo (heure du cheval). 
Le cheval est vu comme l'une des incarnations antérieures du Bouddha. Dans le cadre de ce système de croyances, entendre un hennissement est signe de future prospérité. Les textes de Siun-Tseu et de Tchouang-tseu comparant les mérites de l'homme à ceux du cheval sont connus et commentés.
Le temple de Hanoï nommé Bach Ma (temple du cheval blanc) est lié à une légende de l'empereur Lý Thái Tổ au XIe siècle, qui aurait été transporté la nuit depuis sa citadelle par ce cheval blanc pour livrer bataille contre les Mongols, avant d'être ramené sur le site où fut érigé le temple, depuis détruit et reconstruit plusieurs fois,. Une statue du cheval blanc légendaire est visible dans ce temple.